# Karachanidzi

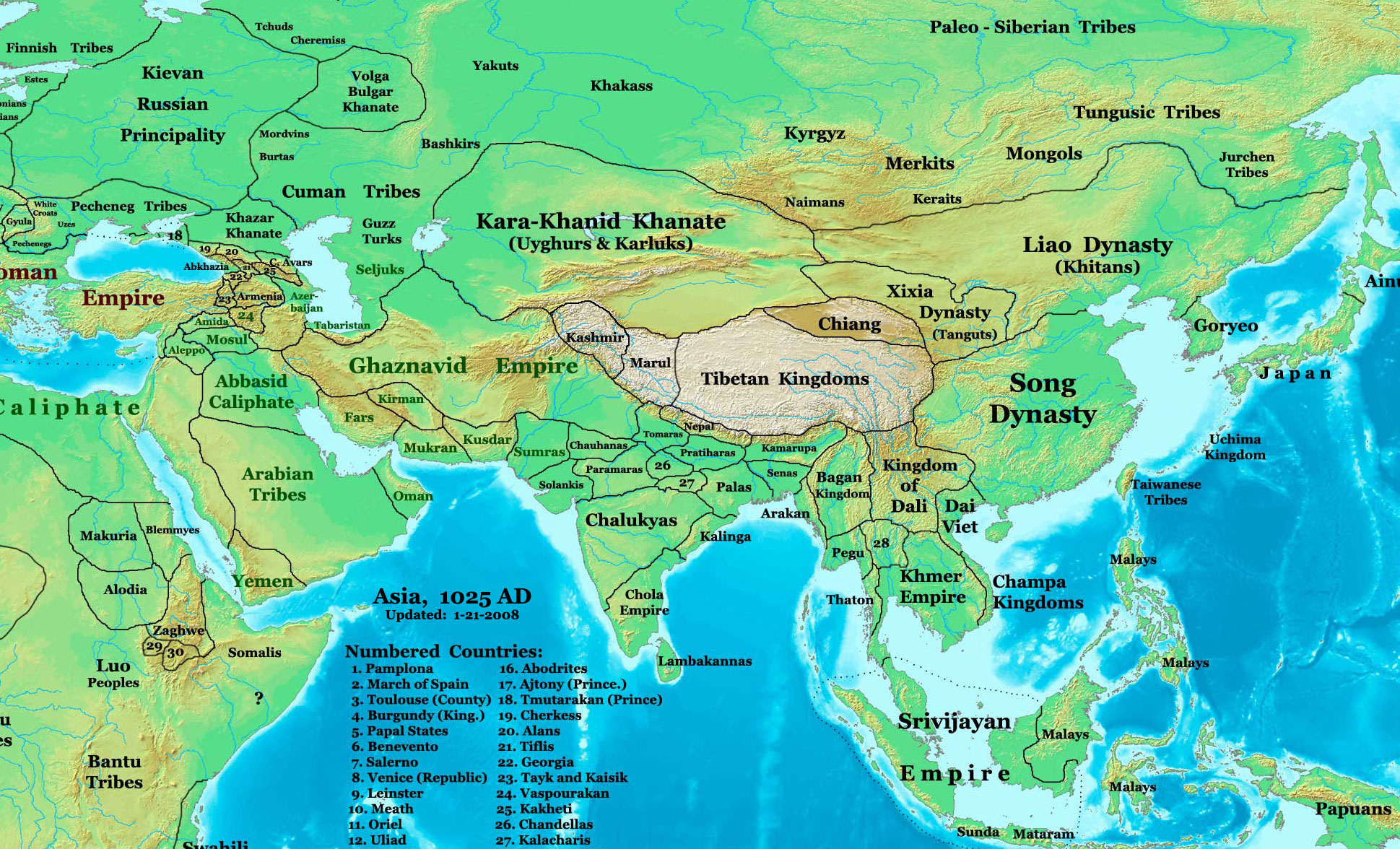
Mapa Azji w 1025 ukazująca orientacyjny zasięg państwa Karachanidów

Karachanidzi (albo Ilekchanidzi) – pierwsza muzułmańska dynastia pochodzenia tureckiego panująca w Turkiestanie od X do początku XIII w.
Według Omelana Pricaka Karachanidzi wywodzili się z rodu rządzącego Karłuków, zamieszkujących Turkiestan tureckich koczowników, którzy niegdyś wchodzili w skład państwa Turkutów, a w IX wieku walczyli z Samanidami. Punktem zwrotnym w ich historii było nawrócenie na islam, które muzułmańska tradycja wiąże z osobą pierwszego znanego nam chana Karachanidów, Satuka (zm. 955). Po nawróceniu na islam Karachanidzi rozpoczęli ekspansję zarówno na wschód, jak i zachód, zajmując pozostałą część Wschodniego Turkiestanu i Mawarannahr. Karachanidzi kontynuowali dualistyczny system władzy praktykowany niegdyś w kaganacie Turkutów, co w ich przypadku ostatecznie ok. 1040 doprowadziło do podziału na kaganat wschodni i zachodni. Władztwo Karachanidów było często wstrząsane konfliktami między poszczególnymi członkami dynastii panującymi w swoich apanażach, co wykorzystywali jego wrogowie zewnętrzni. Pod koniec XI wieku Karachanidzi musieli uznać zwierzchnictwo Seldżuków, a w latach 1134–1141 zostali podbici przez Kara Kitajów. Konfrontacja tych ostatnich z Chorezmszahami doprowadziła na początku XIII wieku do zagłady Karachanidów. Współcześnie pamięć o Karachanidach funkcjonuje szczególnie wśród ujgurskich mieszkańców Xinjiangu, którzy w Satuku widzą pioniera islamizacji regionu, zaś w działających pod panowaniem dynastii pisarzach takich jak Mahmud Kaszgari i Jusuf Bałasaghuni twórców pierwszej literatury w języku tureckim.

## Nazwa i źródła
Zarówno nazwa „Karachanidzi” jak i „Ilekchanidzi” ma swoje źródło w XIX wiecznej numizmatyce i orientalistyce. Przymiotnik „Kara” w językach tureckich dosłownie znaczy „czarny”, ale zwyczajowo oznaczał także „pierwszy”, „główny”, „wielki”, „prestiżowy”. W tym drugim znaczeniu pojawiał się on w obecnej na monetach tytulaturze kaganów dynastii. Z kolei wyrażenie „Ilekchan” jest błędnym połączeniem dwóch występujących na karachanidzkich monetach tytułów, które w praktycznym użyciu zawsze występowały osobno. „Ilek” (albo „Ilig”) był tytułem niższego stopnia i jego posiadacz zawsze podlegał chanowi. Współczesne Karachanidom źródła perskie i arabskie określają ich najczęściej jako po prostu „kaganowie” (pers. خاقانيه, Chaghanijja). Czasami można także spotkać się z frazą „dom Afrasjaba” (pers. ال افراسياب, Al-e Afrasijab), wiążącą Karachanidów z Afrasjabem, legendarnym królem koczowniczego Turanu w irańskiej tradycji epicznej (zob. Szahname). W języku arabskim na określenie Karachanidów używano również wyrażenia „chańscy królowie Turków” (arab. al-Muluk al-Chanijja al-Atrak).
Każda rekonstrukcja historii Karachanidów napotyka na problem związany z brakiem wewnętrznych źródeł dotyczących dynastii. Wiemy wprawdzie o istnieniu dzieł historycznych poświęconych specjalnie Karachanidom, przetrwały z nich jednak jedynie pojedyncze cytaty u innych autorów. W związku z powyższym informacji na temat Karachanidów trzeba poszukiwać w różnych źródłach poświęconych dynastiom sąsiednim, przede wszystkim Ghaznawidom, Seldżukom, Chorezmszahom oraz chińskim dynastiom Liao i Song, a także w historiach powszechnych, przy czym w tej kategorii najważniejszym źródłem jest Al-Kamil fi at-Tarich Ibn al-Asira. Ważną rolę odgrywają też licznie zachowane karachanidzkie monety oraz w mniejszym stopniu inne zabytki kultury materialnej, takie jak różne dokumenty, monumenty i odkrycia archeologiczne.

## Historia

### Początki Karachanidów

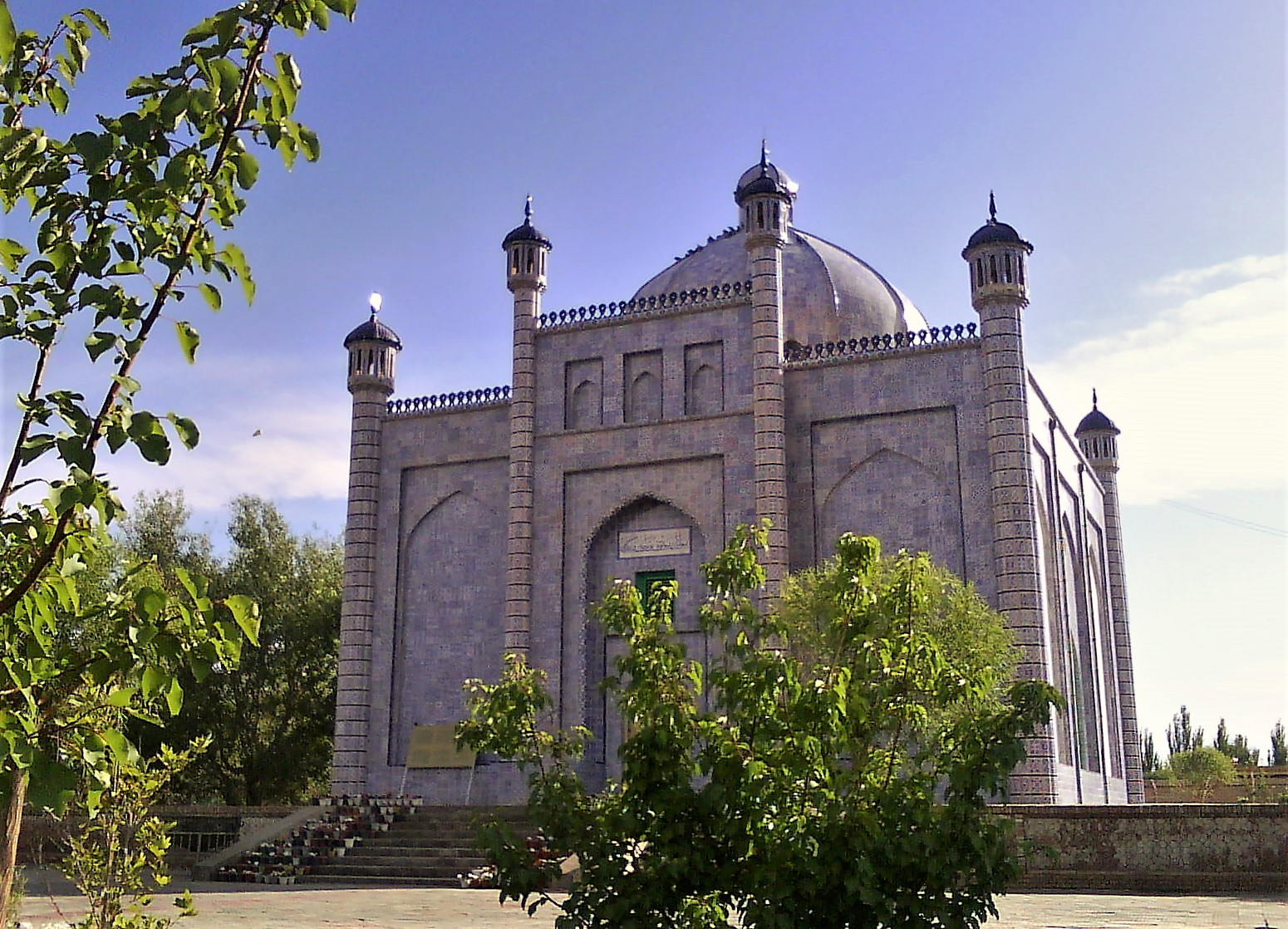
Mauzoleum pierwszego chana Karachanidów, Satuk Bughra-chana

Jako pierwszy spójne ujęcie dziejów dynastii przedstawił Omelan Pricak. Według niego Karachanidzi wywodzili się z rodu rządzącego Karłuków, który z kolei miał pochodzić od panujących nad Turkutami Aszyna. Nie ulega wątpliwości, iż powstanie państwa Karachanidów było powiązane z procesem islamizacji Turków zamieszkujących Azję Środkową, który był rezultatem przede wszystkim aktywnej polityki muzułmańskich Samanidów w tym regionie. Samanidzi walczyli z miejscowymi tureckimi koczownikami, w 840 zajmując Isfidżab, a w 893 Taraz. Według źródeł muzułmańskich przeciwnikiem Samanidów w tym drugim przypadku miał być kagan Karłuków. Wydaje się prawdopodobne, że władca Karłuków przyjął tytuł kagana po upadku kaganatu ujgurskiego w 840. Zdaniem Pritsaka natomiast pierwszym Karachanidą miał być Bilge Kür Kadyr-chan, z którym Samanidzi walczyli w 840. Współczesny ostatnim Karachanidom Ibn al-Asir pisał, że Karłucy odgrywają w ich państwie taką samą rolę, jak Oguzowie w państwie Seldżuków. Większość zachodnich uczonych podziela hipotezę Pritsaka o karłuckim rodowodzie Karachanidów. Pomimo to, ze względu na szczupłość źródeł, na których jest oparta, pozostaje ona kontrowersyjna, tak samo zresztą jak jego utożsamienie władców Turków walczących z Samanidami w latach 840 i 893 z pierwszymi Karachanidami. Wasilij Bartold i Władimir Minorski sugerowali, iż Karachanidzi wywodzili się z Jagma, jednego z trzech plemion wchodzących w skład federacji Karłuków. Kilku uczonych chińskich i japońskich, bazując przede wszystkim na źródłach chińskich, faworyzowało hipotezę o pochodzeniu Karachanidów od Ujgurów.
Pierwszym niewątpliwym Karachanidą był Satuk Bughra-chan (zm. 955), którego znamy właściwie wyłącznie z tradycji dotyczących jego nawrócenia na islam. Miał on przyjąć nową religię pod wpływem fakiha z Buchary, stolicy Samanidów, a następnie uzyskać fatwę pozwalającą mu na zabicie jego nadal pogańskiego ojca, czego dokonał zdobywając na czele ghazich z Fergany jego stolicę, Kaszgar. Masowe przejście na islam zamieszkujących region tureckich plemion dokonało się wkrótce po śmierci Satuka – jak zostało to odnotowane przez różnych muzułmańskich autorów (m.in. Ibn al-Asira i Miskawajha), w 960 miało się nawrócić „dwieście tysięcy namiotów Turków”. Ostateczne ukonstytuowanie się dynastii Karachanidów było zatem nierozerwalnie związane z islamizacją plemion tureckich zamieszkujących Turkiestan. Po przyjęciu nowej religii Karachanidzi rozpoczęli ekspansję w dwóch kierunkach – po pierwsze na południowy wschód w kierunku buddyjskiego Chotanu, który ostatecznie został przez nich zdobyty po wielu latach walk w 1006, oraz na zachód w kierunku ziem Samanidów. W 990 wnuk Satuka, Hasan Bughra-chan (zm. 992), zdobył Isfidżab, by następnie w 992 zająć samą Bucharę. Jednak będąc w mieście zachorował i jeszcze w tym samym roku wycofał się z niego, po czym zmarł. Ostatecznego podboju Samanidów dokonał panujący w Ferganie i Samarkandzie Ilig Nasr (998–1012/1013), który ponownie zajął Bucharę, tym razem definitywnie, w 999. Ilig Nasr porozumiał się z Mahmudem z Ghazny (998–1030) i władztwo Samanidów zostało podzielone  wzdłuż biegu Amu Darii – Ghaznawidom przypadł Chorasan, Karachanidom zaś Mawarannahr. Po umocnieniu się na nowo zdobytych terenach Ilig Nasr próbował zrewidować ten podział, najeżdżając Chorasan w 1006 i 1008, obie jego inwazje zostały jednak odparte przez Mahmuda. Trzeba tutaj zauważyć, że Karachanidzi spotkali się z nikłym oporem poddanych Samanidów, występowali bowiem wobec nich jako ortodoksyjni hanaficcy sunnici, uznający nad sobą zwierzchność abbasydzkiego kalifa. W oczach miejscowych elit religijnych byli zatem tak samo godni sprawowania władzy, jak Samanidzi.

### Podział na kaganat wschodni i zachodni

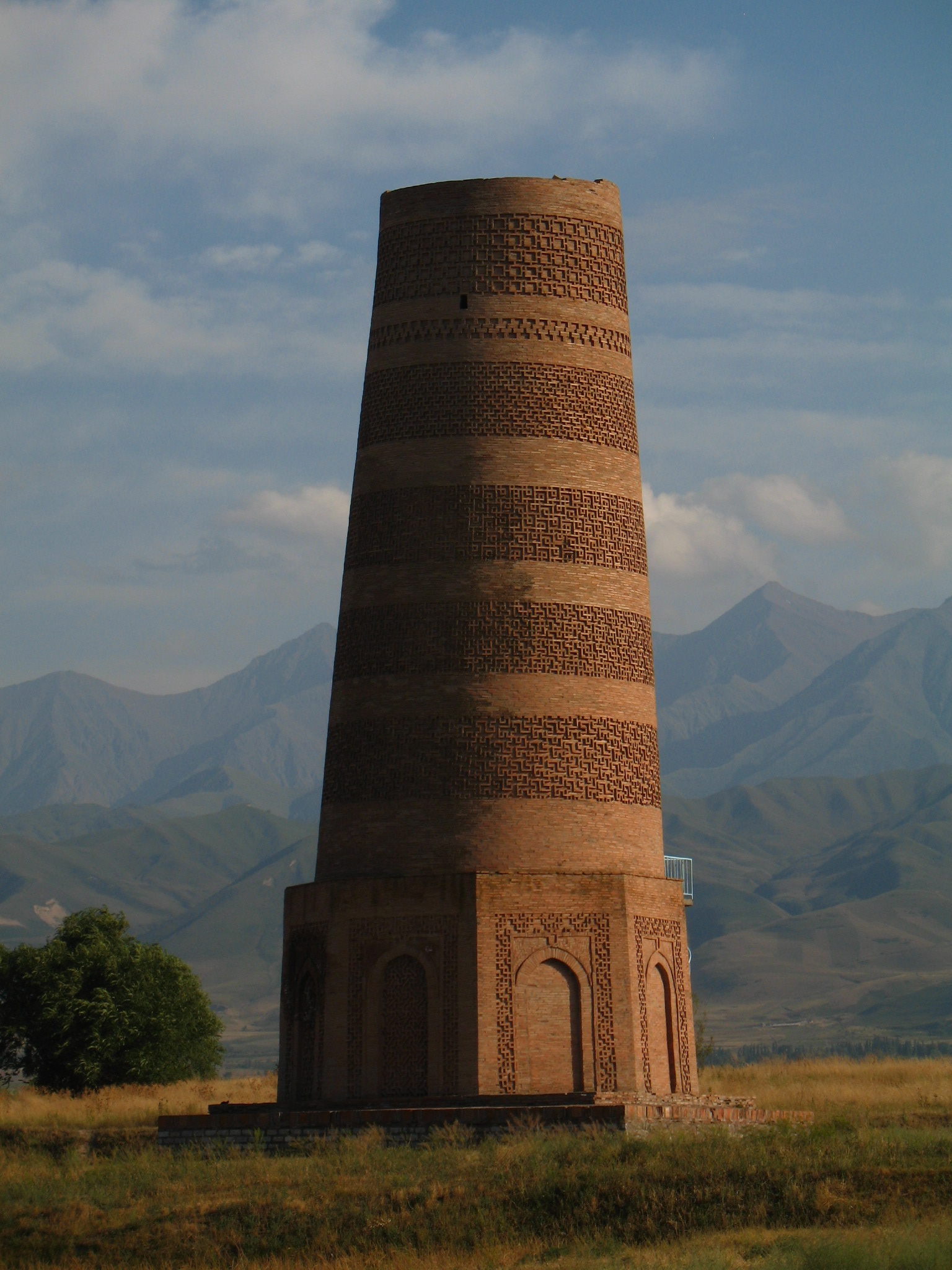
Tzw. Wieża Burana, jedyna pozostałość po mieście Bałasaghun

Karachanidzi kontynuowali tradycje dualnego modelu sprawowania władzy obecne w kaganacie Turkutów. W swojej w pełni rozwiniętej formie objawiał on się w istnieniu dwóch kaganatów, wschodniego i zachodniego, przy czym kagan wschodni, noszący tytuł Arslan Kara Kagan, był wyższym w hierarchii w stosunku do kagana zachodniego, noszącego tytuł Bughra Kara Kagan. Ponadto obu kaganom podlegali Ilig i Tegin, tj. Arslan Ilig i Arslan Tegin kaganowi wschodniemu oraz Bughra Ilig i Bughra Tegin kaganowi zachodniemu. Trzeba tutaj zauważyć, że Arslan, czyli lew, był totemem plemienia Czygil, także wchodzącego w skład federacji Karłuków, zaś Bughra, czyli wielbłąd, to totem wspomnianych już Jagma. Stolicami wschodniego kaganatu były Bałasaghun (także Kara Ordu, Kuz Ordu) położony w dolinie rzeki Czu i Kaszgar, zachodniego zaś Samarkanda. Wraz z awansem w hierarchii władzy Karachanidzi zmieniali tytuły pod jakimi występowali, a często także apanaże, stąd śledzenie kariery poszczególnych przedstawicieli dynastii jest bardzo utrudnione i musi w znacznym stopniu polegać na informacjach o ich imionach muzułmańskich.
Karachanidzi dążyli do posiadania jak najwyższego tytułu w hierarchii władzy, w tym celu dopuszczając się także zwykłych aktów uzurpacji, stąd czasami w praktyce używana przez aktualnie panujących Karachanidów tytulatura nie odpowiadała dokładnie przedstawionemu powyżej idealnemu wzorcowi. Takie rozczłonkowanie władzy było także powodem częstych wewnętrznych konfliktów w łonie dynastii. W 1011/1012 Ilig Nasr, będący mimo skromnego tytułu faktycznie najpotężniejszym z ówcześnie panujących Karachanidów, zaatakował nominalnego przywódcę dynastii, swojego brata kagana Ahmada (998–1017/1018). Pomimo śmierci Nasra w następnym roku wojna domowa w kaganacie nadal trwała i zakończyła się dopiero dzięki mediacji chorezmszaha Mamuna (1008/1009–1017). Od momentu zajęcia Buchary ok. 1020 dominującą rolę w Mawarannahrze odgrywał syn Hasana Bughra-chana, Ali-tegin (ok. 1020–1034). W 1025 został on jednak zaatakowany przez swojego brata Jusufa Kadyr-chana (ok. 1004/1005–1032), który sprzymierzył się z Mahmudem z Ghazny. Ali-tegin został pokonany i uciekł w stepy, jednak później udało mu się odzyskać swoją dawną pozycję w zachodnim kaganacie. Od początku XI wieku coraz istotniejszą rolę wśród Karachanidów odgrywał podział na dwie linie wywodzące się od dwóch wnuków Satuka Bughra-chana, wspomnianego już Hasana oraz Alego (zm. 998). We współczesnej historiografii przyjęło się nazywanie ich Hasanidami oraz Alidami. Synów Ali-tegina, którzy należeli do Hasanidów, wyparł z Mawarannahru należący do Alidów Böri-tegin, bardziej znany pod swoim późniejszym tytułem Ibrahim Tamgacz-chan (ok. 1040–1069). W rezultacie jednak ok. 1040 władztwo Karachanidów definitywnie rozpadło się na dwa niezależne państwa, kaganat wschodni i zachodni, przy czym pierwszym z nich rządzili Hasanidzi, zaś drugim Alidzi. Często naruszaną granicę pomiędzy kaganatami stanowiła Syr-daria, zaś Fergana często przechodziła z rąk do rąk.

### Dalsza historia Karachanidów i ich upadek
Niezależny kaganat zachodni skonsolidował się podczas długich i pomyślnych rządów Ibrahim Tamgacz-chana. Jednak już za jego panowania pojawiły się dwa zagrożenia dla władzy Karachanidów. Pierwsze miało charakter wewnętrzny – wybuchł konflikt pomiędzy rodem panującym a klasami religijnymi i nawet tak pobożny władca jak Ibrahim Tamgacz-chan skazał na śmierć niektórych wiodących ulemów. Drugie miało charakter zewnętrzny – po pokonaniu Ghaznawidów w bitwie pod Dandankanem w 1040 Seldżucy stali się dominującą potęgą w Azji Środkowej i zaczęli zagrażać niezależnej pozycji Karachanidów. Seldżucy kilkakrotnie atakowali terytoria Karachanidów w latach 60. i 70. XI stulecia, po czym w 1089 sułtan Malekszah (1072–1092) wkroczył do Mawarannahru wezwany przez miejscowych ulemów i obalił władzę Ahmad-chana (1081–1089), czyniąc z zachodniego kaganatu państwo wasalne. Następnie Seldżucy ruszyli dalej na wschód i po kampanii w Ferganie, Tałasie i Siedmiorzeczu także kagan wschodnich Karachanidów, Harun (zm. 1103), musiał uznać ich zwierzchnictwo. W pierwszych dekadach XII stulecia, kiedy państwem Seldżuków wstrząsały konflikty wewnętrzne, zachodni kaganowie kilkakrotnie próbowali zrzucić ich zwierzchność, jednak próby te zostały udaremnione przez panującego w Chorasanie Sandżara (1097–1157). Muhammad (1102–1130) i Mahmud (1132–1141) panowali nad zachodnim kaganatem z nadania Sandżara, przy czym ten drugi był jego siostrzeńcem.
Karachanidzi w swojej historii doświadczyli także najazdów ze wschodu. Jeszcze w 1017/1018 „300 tysięcy namiotów Turków”, używając języka naszych źródeł, których migracja była spowodowana prawdopodobnie aktywnością Kitanów, zaatakowało wspomnianego już powyżej chana Ahmada. Ahmad odparł tych „Chińskich Turków” z wielką trudnością, chociaż ostatecznie miał odnieść nad nimi wielkie zwycięstwo. Stulecie później pojawiło się kolejne zagrożenie ze wschodu – Kitanowie uciekający na zachód po upadku dynastii Liao, w źródłach muzułmańskich nazywani Kara Kitajami. W 1128 atak Kara Kitajów odparł chan Kaszgaru, jednak już w 1134 zagrożony przez koczowniczych Karłuków i Kangły chan Bałasaghunu sam poprosił o wsparcie gurchana Yelü Dashi (1130–1143). Było to świadectwo utraty poparcia dla Karachanidów wśród ich własnej bazy plemiennej. Kara Kitajowie pokonali Karłuków i Kangły, po czym sami zajęli Bałasaghun, który stał się ich stolicą, a jego chana przenieśli do Kaszgaru, degradując go do roli Iliga. Następnie przybysze ze wschodu zaatakowali zachodnich Karachanidów i pokonali kagana Mahmuda w 1137 w bitwie pod Chodżentem. W tej sytuacji Mahmud zwrócił się o pomoc do swojego wuja, Sandżara. W 1141 sułtan i chan ponieśli jednak druzgocącą klęską w bitwie na równinie Katwańskiej w pobliżu Samarkandy. Po tym zwycięstwie Kara Kitajowie stali się niekwestionowanymi panami Azji Środkowej, co objawiło się m.in. w ustanowieniu przyjaznego im nowego kagana zachodnich Karachanidów, Ibrahima (1141–1156).
Okres podległości Kara Kitajom charakteryzuje się postępującą dezintegracją państwa Karachanidów, prawdopodobnie wspieraną przez ich zwycięzców. W 1137 wyodrębniła się odrębna gałąź rodu rządząca Ferganą z Özgönu i tym samym powstał trzeci chanat Karachanidów. We wschodnim kaganacie pojawili się odrębni chanowie Kaszgaru i Chotanu, a w zachodnim kaganacie wyodrębniły się liczne apanaże oraz przyznano specjalną pozycję religijnym przywódcom Buchary, nazywanym Sadrami, którzy pomimo swojego statusu blisko współpracowali z pogańskimi Kara Kitajami. Pod władzą Kara Kitajów zachodni kaganat musiał walczyć z atakami i buntami koczowniczych Karłuków i Oguzów oraz coraz silniejszym zagrożeniem ze strony innych wasali gurchana, Chorezmszahów. Upadek Kara Kitajów pociągnął za sobą także upadek Karachanidów. W 1204 przeciwko Kara Kitajom zbuntowały się Kaszgar i Chotan, zaś kiedy w rok po stłumieniu rebelii zmarł chan Kaszgaru, Jusuf (zm. 1205), gurchan nikogo nie ustanowił jego następcą. W 1211 ostatni władca Kara Kitajów, najmański książę Küczlük (1213–1218), wysłał karachanidzkiego księcia by objął władzę w Kaszgarze, ten jednak został zamordowany przez miejscowych notabli. Ostatni chan zachodnich Karachanidów, Osman (1202–1212), próbował lawirować pomiędzy walczącymi ze sobą Küczlükiem i chorezmszahem Mohammadem (1200–1220), po tym jednak jak w 1212 przyłączył się do rewolty mieszkańców Samarkandy przeciwko wojskom tego ostatniego został pojmany, a następnie stracony. Wkrótce potem Chorezmszahowie podporządkowali sobie także Ferganę, kończąc tym samym rządy ostatniej linii Karachanidów.

## Kultura, religia, gospodarka

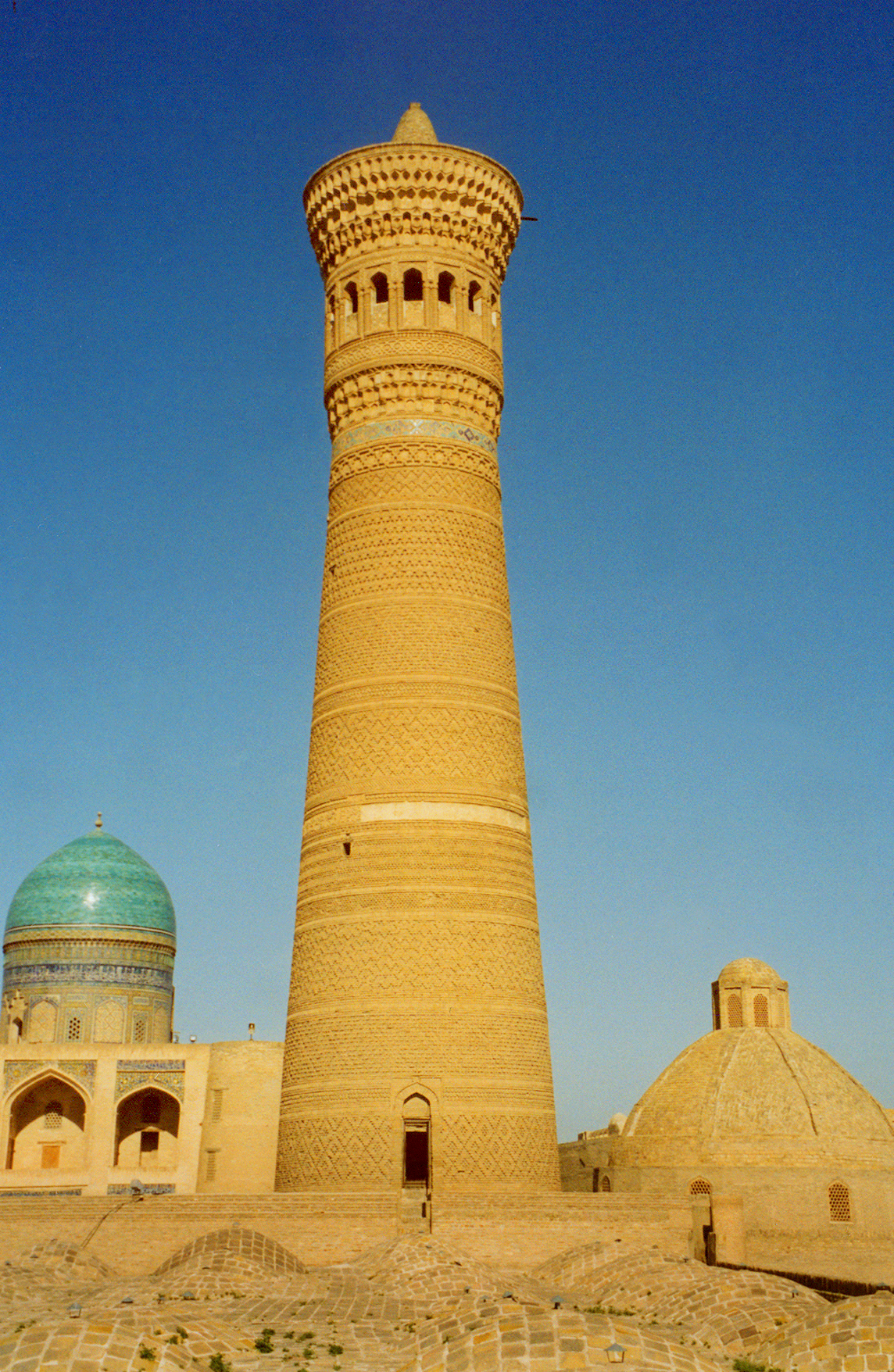
Minaret Kalyan w Bucharze, wzniesiony w 1127 z polecenia chana Muhammada (1102–1130)

Historyczne znaczenie Karachanidów ma swoje źródło w fakcie, że byli oni pierwszą muzułmańską dynastią pochodzenia tureckiego nie wywodzącą się z niewolnych mameluków, jak np. Ghaznawidzi, ale z wolnych, plemiennych Turków. Co więcej, ponieważ Karachanidzi byli blisko związani z dawnym kaganatem Turkutów, pomimo przyjęcia islamu w wielu aspektach kontynuowali oni ich tradycje, co objawiało się choćby w przedstawionym już powyżej systemie władzy i tytulaturze. Byli zatem pierwszą w historii islamu dynastią, która była zarazem w pełni muzułmańska i w pełni turecka. Przyjmując islam Karachanidzi jednocześnie przyswoili sobie persko-arabską kulturę swoich sąsiadów. Objawiało się to m.in. w patronowaniu poetom piszącym w tych językach. Z dzisiejszego punktu widzenia istotniejsze jednak wydaje się powstanie pod patronatem Karachanidów pierwszej literatury w języku tureckim, który, co znamienne, jest dzisiaj znany jako język karachanidzki. Dwa najsłynniejsze spośród znanych nam dzieł w tym języku to Kutadgu Bilig Jusufa Bałasaghuniego i Diwan Lugat at-Tork Mahmuda Kaszgariego. Pierwsze z nich było podręcznikiem sprawowania władzy, „zwierciadłem dla książąt”, w którym tureckie tradycje sprawowania władzy zostały zintegrowane z wartościami wywodzącymi się z islamu. W Diwan Lugat at-Tork, słowniku języków tureckich, Mahmud Kaszgari zastosował zdobycze arabskiego językoznawstwa do tureckiego materiału językowego i jego książka jest bezcennym źródłem informacji filologicznej, ale także historycznej, geograficznej i folklorystycznej, przechowując wiele plemiennych, dworskich i ludowych tradycji Karachanidów. Siła tureckich tradycji wśród Karachanidów wynikała nie tylko z ich wysokiej pozycji w przedmuzułmańskiej hierarchii tureckiego świata, ale także z bliskich kontaktów z nadal całkowicie tureckimi i niezislamizowanymi sąsiadami, zwłaszcza Ujgurami. Bastionem tureckości był położony we Wschodnim Turkiestanie Kaszgar. Pismo ujgurskie było używane przynajmniej przez wschodnich Karachanidów aż do końca XI wieku i czasami pojawia się na monetach obok napisów w alfabecie arabskim. W okresie panowania Karachanidów ludność irańska Wschodniego Turkiestanu i Fergany podlegała procesowi turkizacji.
Za panowania Karachanidów Mawarannahr i Fergana stały się ważnymi ośrodkami hanafickiej szkoły prawa. Karachanidzi wspierali uczonych budując madrasy i ustanawiając wakfy. W rezultacie w regionie powstała obfita literatura poświęcona muzułmańskiej teologii i prawu, której wybitnymi przedstawicielami byli m.in. Muhammad Ibn Ahmad al-Sarachsi, Ali al-Marghinani oraz Kadi Chan Farghani. W porównaniu do roli jaką odgrywał fikh sufizm miał niewielkie znaczenie w życiu religijnym państwa Karachanidów. Niemniej to na ich rządy przypada działalność Ahmada Jasawiego, sławnego założyciela tarikatu jasawijja, chociaż trudno znaleźć jakieś świadectwo jego działalności we współczesnych mu źródłach. Generalnie zarówno religijna jak i literacka aktywność w państwie Karachanidów była blisko związana z Chorasanem i regiony te posiadały pewną wspólną intelektualną tożsamość, przekraczającą polityczne granice.
Karachanidzi zachowywali także szczególne więzi z Chinami, co objawiało się w częstym używaniu uważanego za bardzo prestiżowy tytułu „chan Chin” (tur. Tamgacz albo Tabgacz-chan, w wersji arabskiej „Malik al-Maszrik wa al-Sin”, dosłownie „król Wschodu i Chin”). Karachanidzi i ich poddani uważali bowiem swoje ziemie za tradycyjnie należące do Chin, co odpowiadało im ze względu na prestiż jakim ten kraj cieszył się w świecie islamu. Karachanidzi utrzymywali szczególnie żywe kontakty handlowe i dyplomatyczne z Północną dynastią Song oraz dynastią Liao, a także w mniejszym stopniu z Xi Xia.
Panowanie Karachanidów było dla Azji Środkowej okresem ekonomicznego wzrostu i względnej prosperity, pomimo tego że zazwyczaj uważa się, iż doszło wówczas do upadku aktywności na jedwabnym szlaku. Archeologia dostarcza jednak świadectw postępującej urbanizacji oraz rozwoju rzemiosła, a także wielu dowodów bogactwa klas wyższych. Powstało wówczas wiele nowych miast, a ośrodki takie jak Isfidżab i Otrar zamieszkiwało odpowiednio 40 i 26 tys. mieszkańców. Miasta często posiadały odrębne dzielnice dla rzemieślników. Rolnictwo i górnictwo również zdawały się rozkwitać, sądząc po wzroście ilości kanałów irygacyjnych oraz liczbie podziemnych kopalń. Pomimo postępującej urbanizacji Karachanidzcy chanowie pozostali koczownikami i generalnie mieszkali w obozach (ordo) sezonowo rozbijanych w pobliżu ich stolic.
Pomimo upadku dynastii w regionie przechowała się o niej żywa pamięć. Nawrócenie Satuk Bughra-chana stało się przedmiotem legendy, która w XVI wieku przybrała formę napisanej w języku czagatajskim Tazkira-je Bughra-chan. Panujący w XVII i XVIII wieku we Wschodnim Turkiestanie Kara Chodżowie wywodzili swoje pochodzenie od Satuk Bughra-chana. „Dzisiaj Satuk i Karachanidzi w ogólności są bardzo popularni wśród muzułmańskich Ujgurów w Xinjiangu, chociaż głównymi bohaterami są dla nich nie (raczej efemeryczni) chanowie ale wielcy tureccy pisarze, którzy byli aktywni pod panowaniem dynastii, to znaczy Mahmud Kaszgari i Jusuf Bałasaghuni”.